# Страна слепых (мультфильм)
«Страна слепых» — рисованный мультипликационный фильм режиссёра Екатерины Образцовой, снятый по мотивам одноимённой повести Герберта Уэллса. В мультфильме не произносится ни одного слова.

## Сюжет
Об альпинисте, полюбившем слепую девушку из страны слепых. По условиям жителей страны, он тоже должен ослепнуть. Альпинист соглашается на условия.

## Создатели
- Автор сценария и режиссёр — Екатерина Образцова
- Художник-постановщик — Юрий Исайкин
- Композитор — Геннадий Гладков
- Кинооператор — Надежда Михайлова
- Монтажёр — Маргарита Михеева
- Ассистент режиссёра — Инна Карп
- Звукооператор — Борис Фильчиков
- Художники-аниматоры: А. Панов, Ю. Кузюрин, В. Шевченко, О. Логинова, Л. Старков, А. Рубецкой, А. Маркелов, А. Возовик, И. Нисевич;
- Художники: Н. Озерова, Н. Козлов, А. Атаманова, О. Павлова;
- Редактор — Елена Михайлова
- Директор — Н. Соколова
- Создатели приведены по титрам мультфильма.

## О мультфильме
…в России 15 лет назад был создан мультипликационный фильм по мотивам фантастической повести Герберта Уэллса «Страна слепых». Пока игровых полнометражек обнаружить не удалось, а эта лента оставляет желать лучшего. Впрочем, режиссёр и одновременно сценарист Екатерина Образцова вместе с композитором Геннадием Гладковым ухитрилась за 18 минут «коротенько изложить» сюжетные тезисы, не стесняясь «улучшать» классика. Причём удалось обойтись абсолютно без слов. Немая картина о слепоте, появившаяся накануне третьего тысячелетия, это уж перебор.

Собственно говоря, приключения начинаются с того, что молодой парень случайно попадает в Страну Слепых, затерянную в горах, и влюбляется в местную девушку. Природные слепцы, ставшие такими вследствие давней катастрофы, готовы принять пришельца, если он откажется от зрения. Однако чужак решается на побег к свету. Для полноты счастья бунтаря сопровождает преданная невеста. Мультяшный happy end противоречит горькому настрою повести.— Владимир Бухтияров